# Fauna do Catar

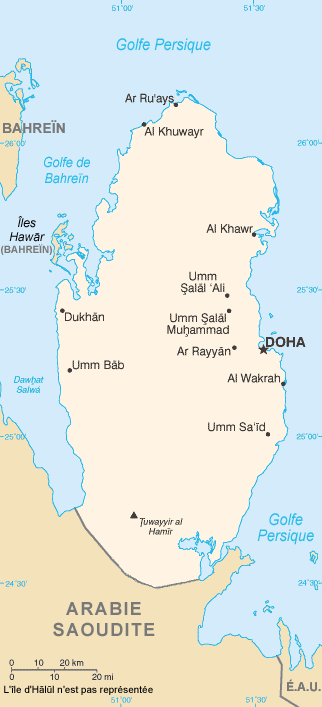
Mapa do Catar legendado em francês

A fauna do Catar corresponde à fauna da península onde se situa este estado, e seus habitats naturais. Inclui numerosos mamíferos noctívagos de pequeno tamanho, répteis, principalmente lagartos, e artrópodes. Os animais aquáticos principais são os peixes, a gamba e as ostras com pérola. O deserto e a costa conformam um importante lugar de descanso para uma série de espécies de aves migratórias durante o outono e a primavera. Os desenvolvimentos urbanos e agrícolas têm levado a um aumento das espécies de aves.

## Mamíferos
Há 21 espécies de mamíferos no Catar. Mamíferos terrestres como o orix de arabia e a gacela árabe são animais protegidos e se encontram em reservas naturais para a recuperação da espécie. A gazela-árabe é uma espécie nativa única no Catar e é denominada rheem localmente.

O maior mamífero do Catar é o dugong. Um grande número destes se reúnem no norte das margens da península. As águas do Catar têm uma das maiores concentrações de dugongues no mundo. Os gatos de areia também aparecem no deserto. Os ratel aparecem principalmente no sudoeste da península. Os canis aureus, uma espécie que se pensava extinta na década de 1950, foi redescoberto em 2008 em Ras Abrouq. Encontraram-se duas espécies de morcego no país: o morcego de tridente e o otonycteris hemprichii. Catar tem a densidade mais alta de camelos no Médio Oriente.

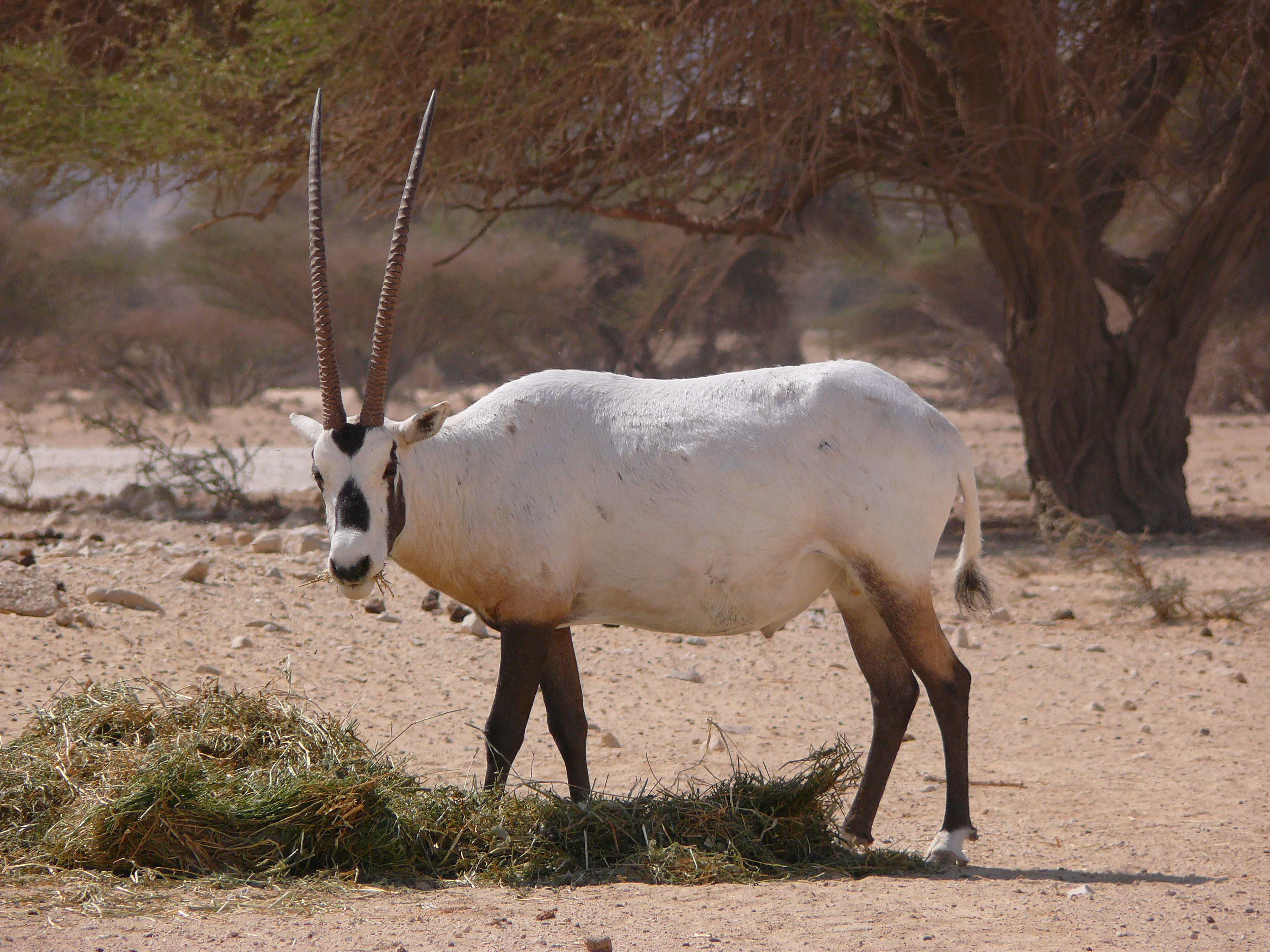
Oryx leucoryx
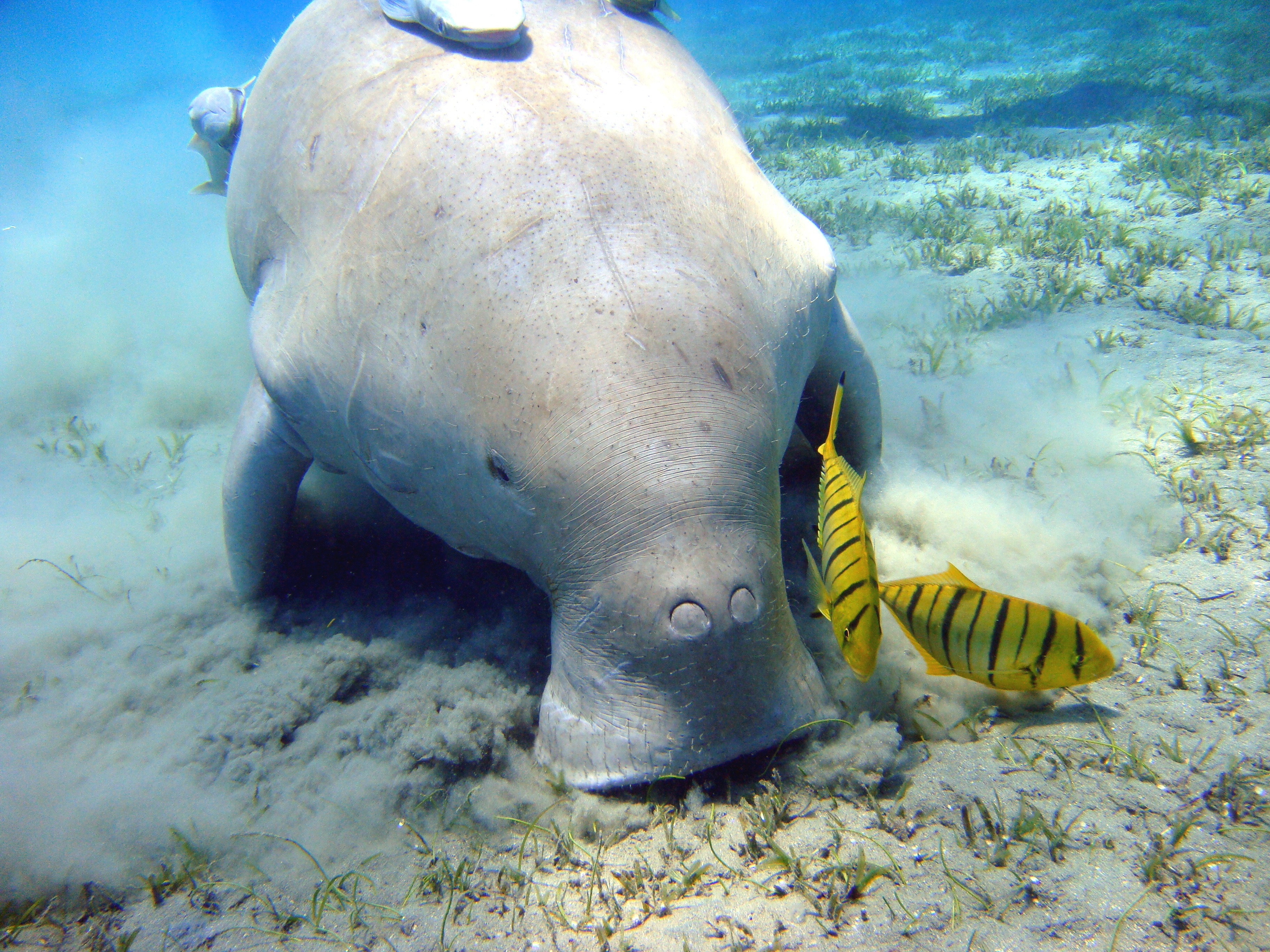
Dugong
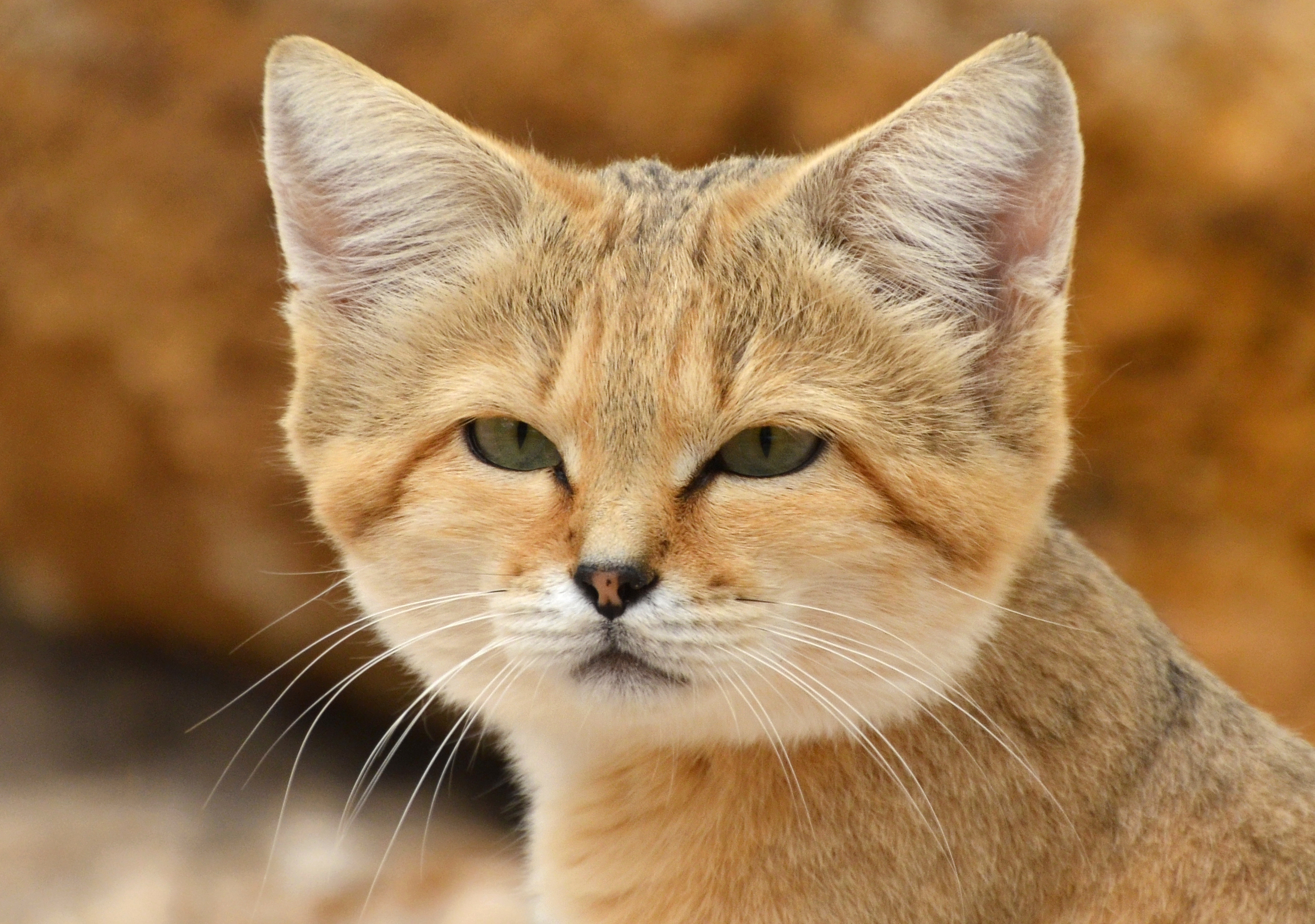
Gato da areia
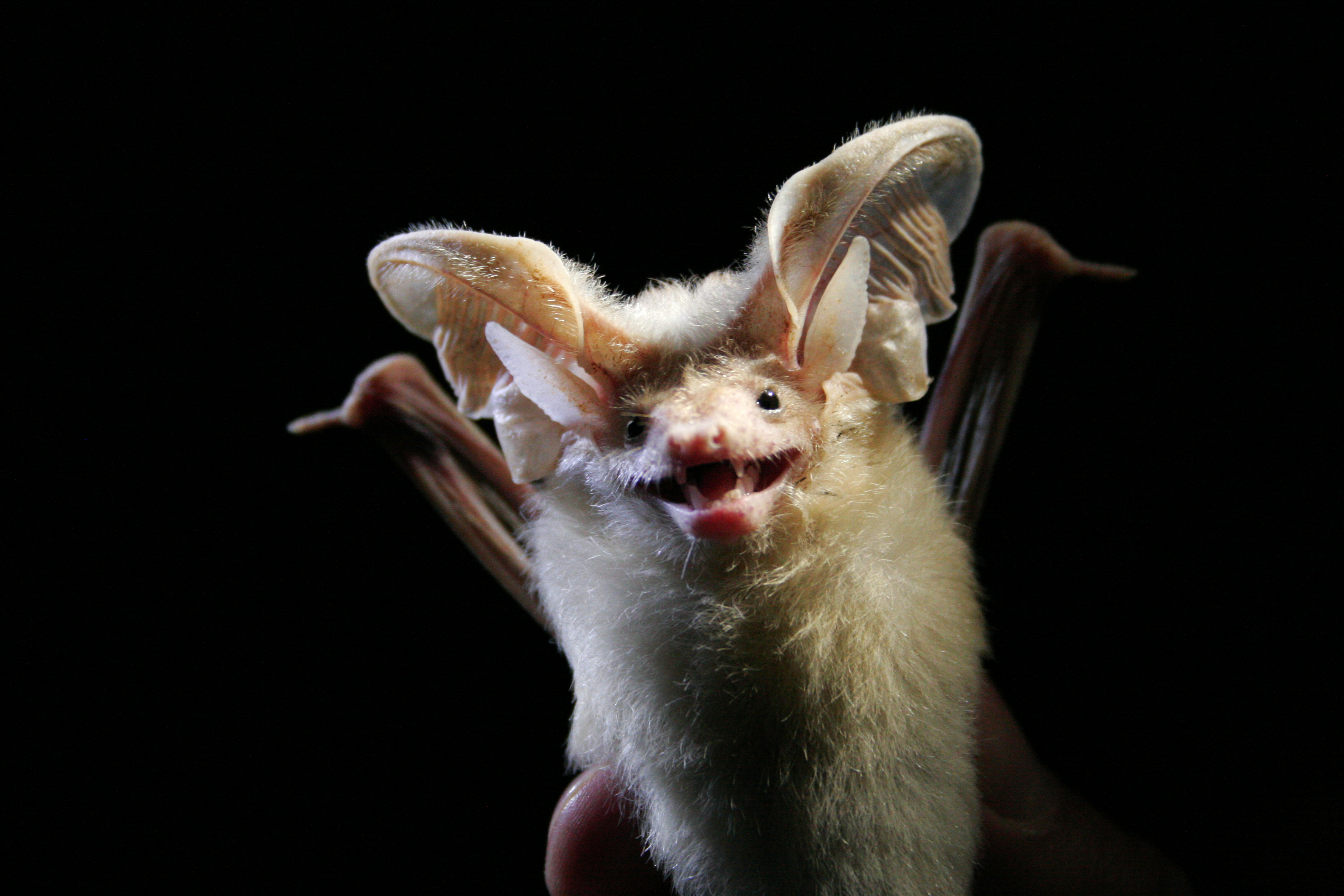
Otonycteris hemprichii

## Aves
Há 215 espécies de pássaros comuns no Catar. O deserto e a costa formam um importante lugar de descanso para uma série de espécies de aves migratórias durante o outono e a primavera. Os pássaros das margens incluem as gaviotas, sternidae, arenaria, calidris alva, charadrius alexandrinus, ardeidae e phalacrocorax nigrogularis. Observam-se com frequência ao longo de todo o ano as espécies de alondra, incluindo as upupa epops, galerida cristata e eremopterix grisea, que são vistas geralmente no deserto durante o verão. As espécies mais vistas durante o outono e a primavera são as alondrinhas, andorinhão, delichon, táxon concernés, phoenicurus , laniidae, oenanthe, alvéola, tartaranhão e falcões. Os quatro tipos principais de pássaros que se observam no deserto durante o inverno e o verão são as aves limícolas, gaivotas, fulica, e tachybaptus ruficollis. Pássaros como o recurvirostra e o rabo de palha de bico vermelho são espécies raras que habitam na península.

O avestruz é a maior espécie de pássaro vivente do mundo e encontra-se em Provar. Introduzida no século XX tardio após que começaram a extinguir-se em 1945. Estão concentradas em Ras Abrouq.

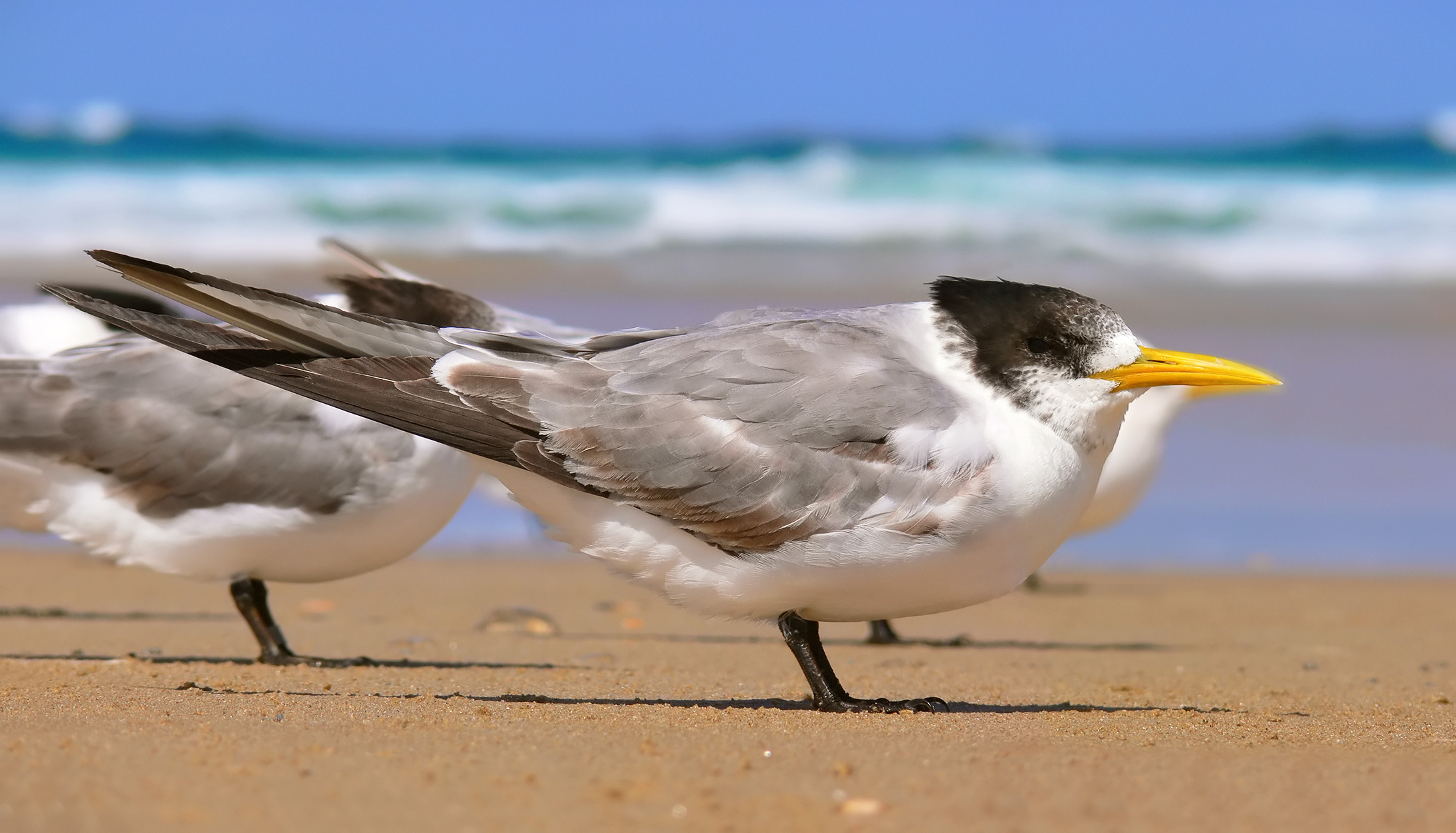
Thalasseus bergii
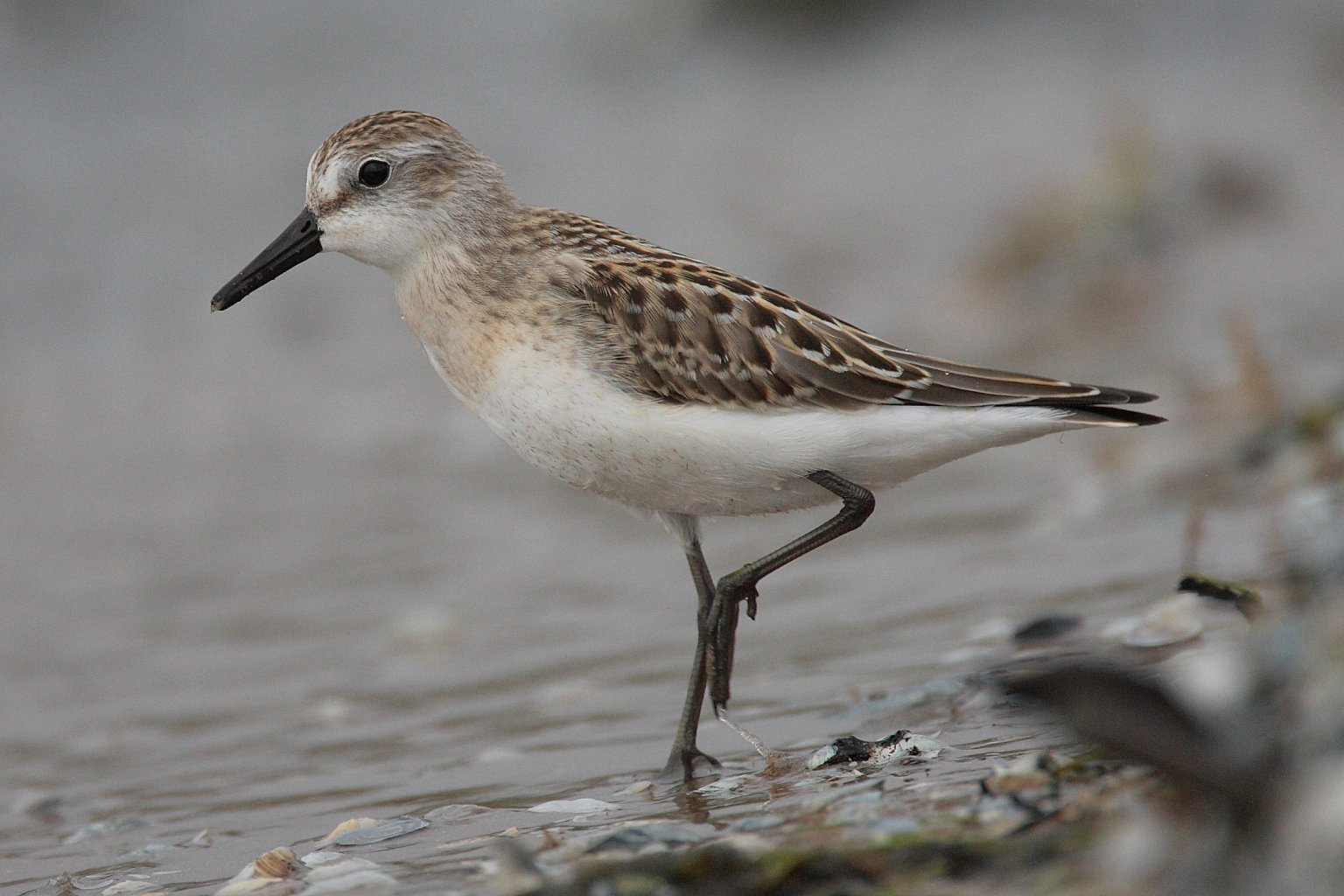
Semipalmated Sandpiper
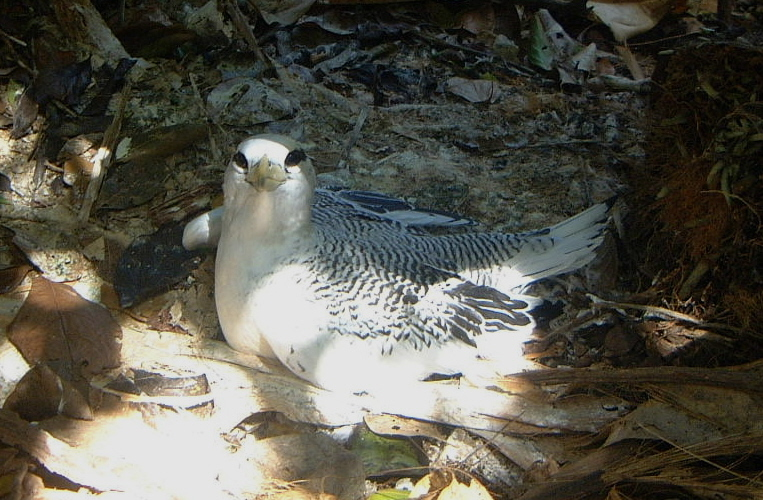
Phaethon aethereus
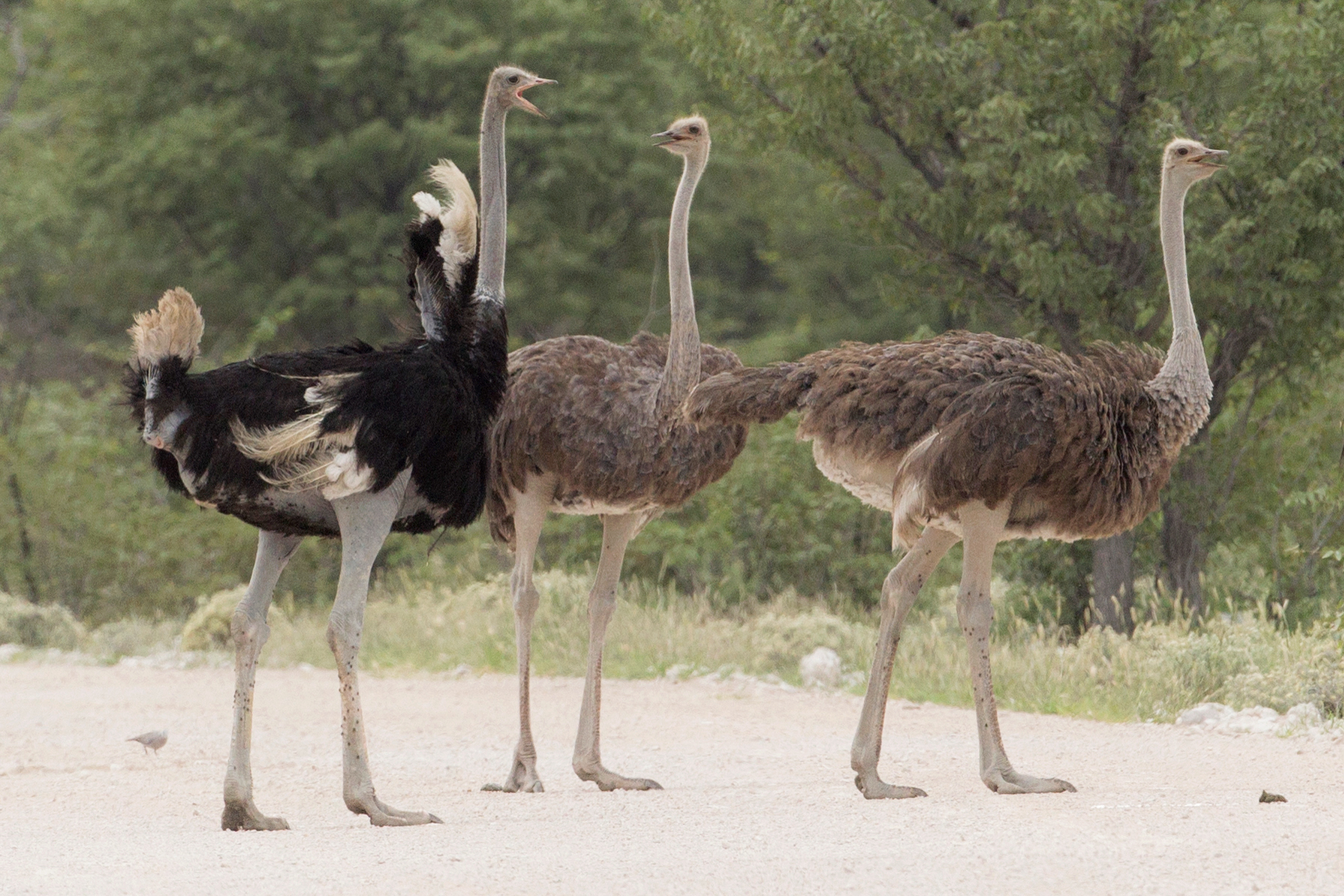
Avestruces

## Répteis
Os lagartos são o réptil mais comum no Catar. Há mais de 21 espécies de lagartos, sendo o mais comum o Gekkonidae (9 espécies). Outras famílias comuns incluem lacertidae (4 espécies), Agamidae (3 espécies), Scincidae (2 espécies),  Varanidae, sphaerodactylidae, e trogonophidae com uma espécie a cada uma. A víbora cornuda do deserto e a viperinae venenosa, uma espécie de víbora, constam no país mas não costumam ser vistos.

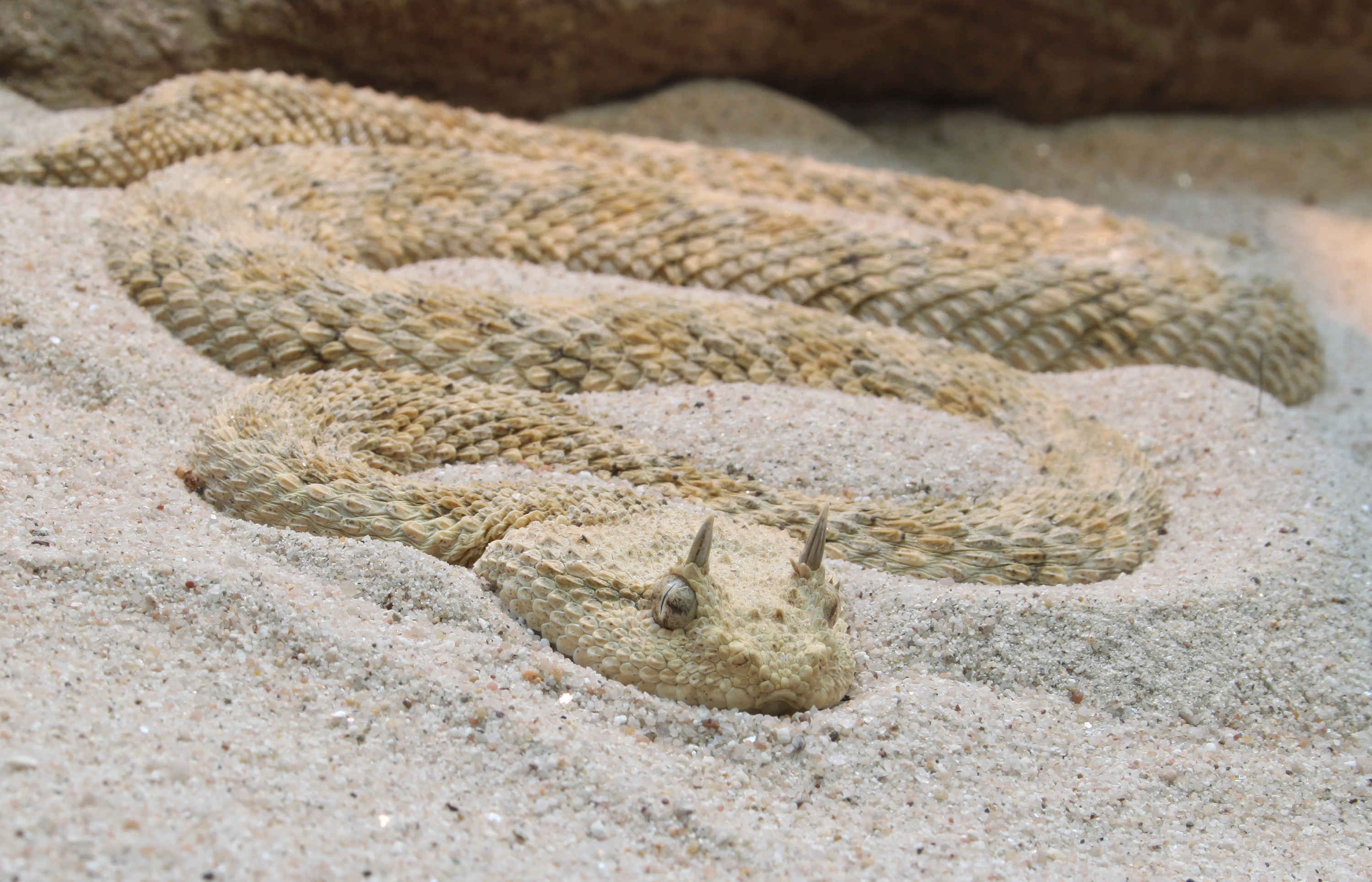
Víbora cornuda
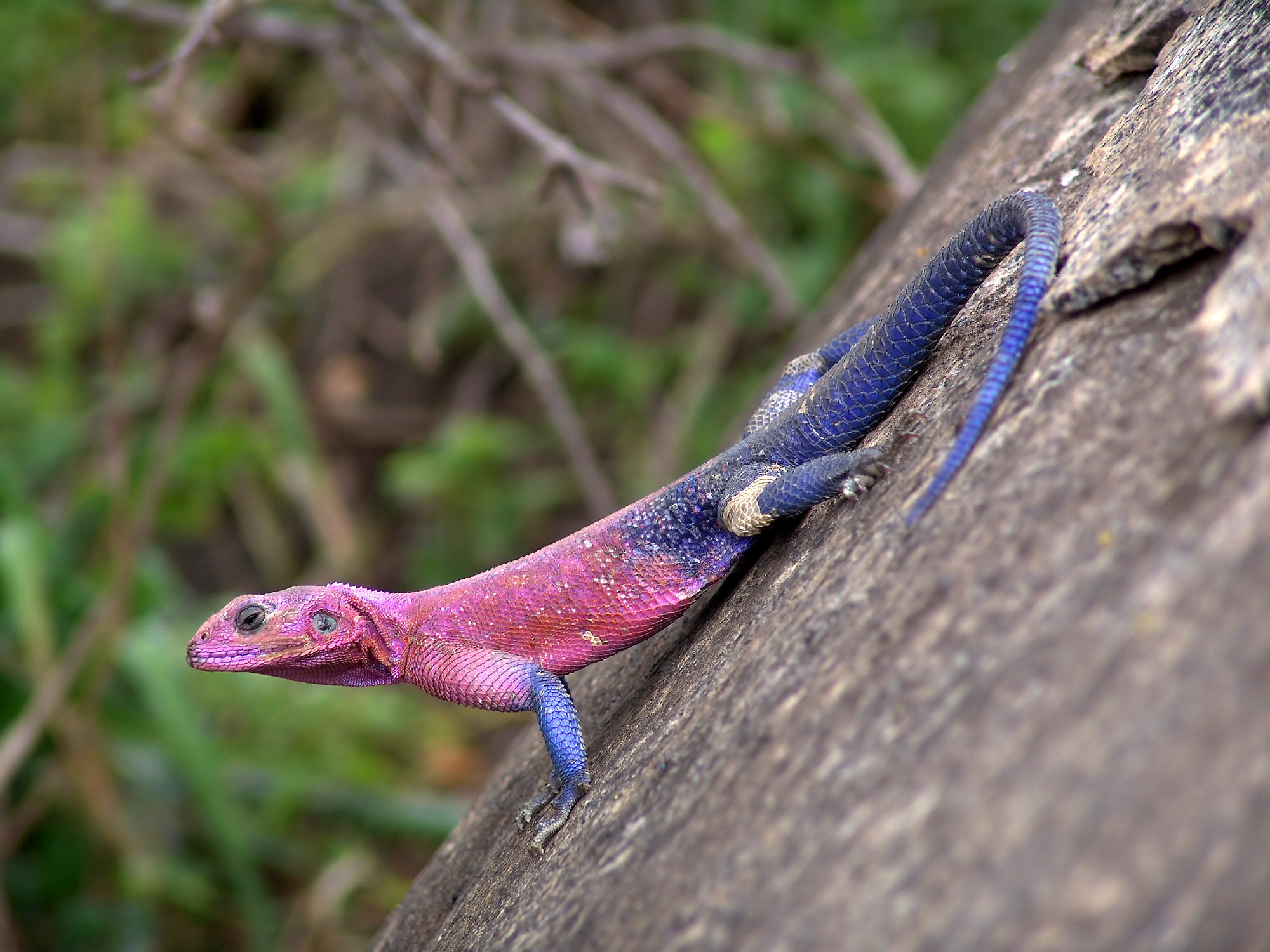
Agama mwanzae
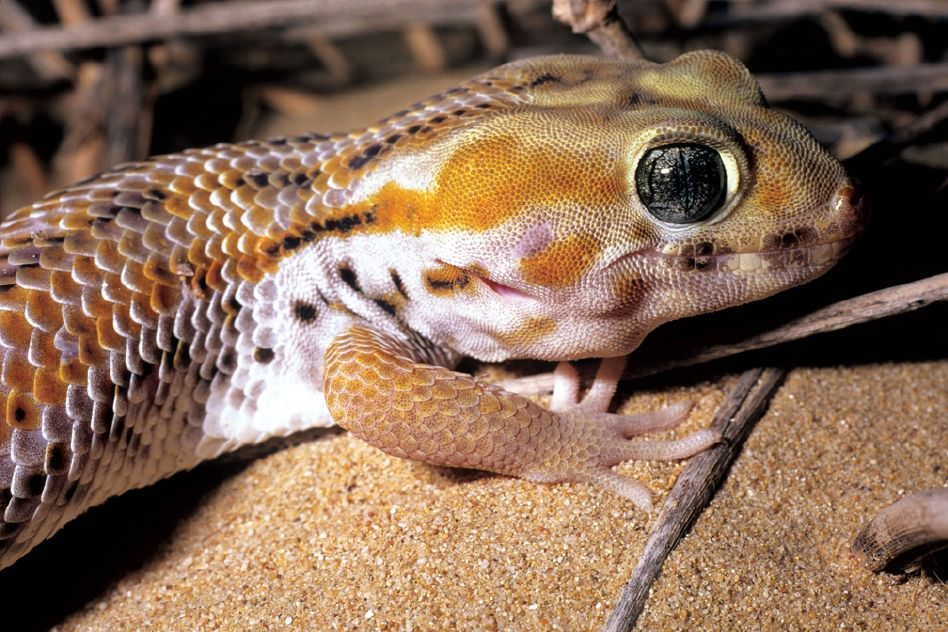
Phaethon aethereus
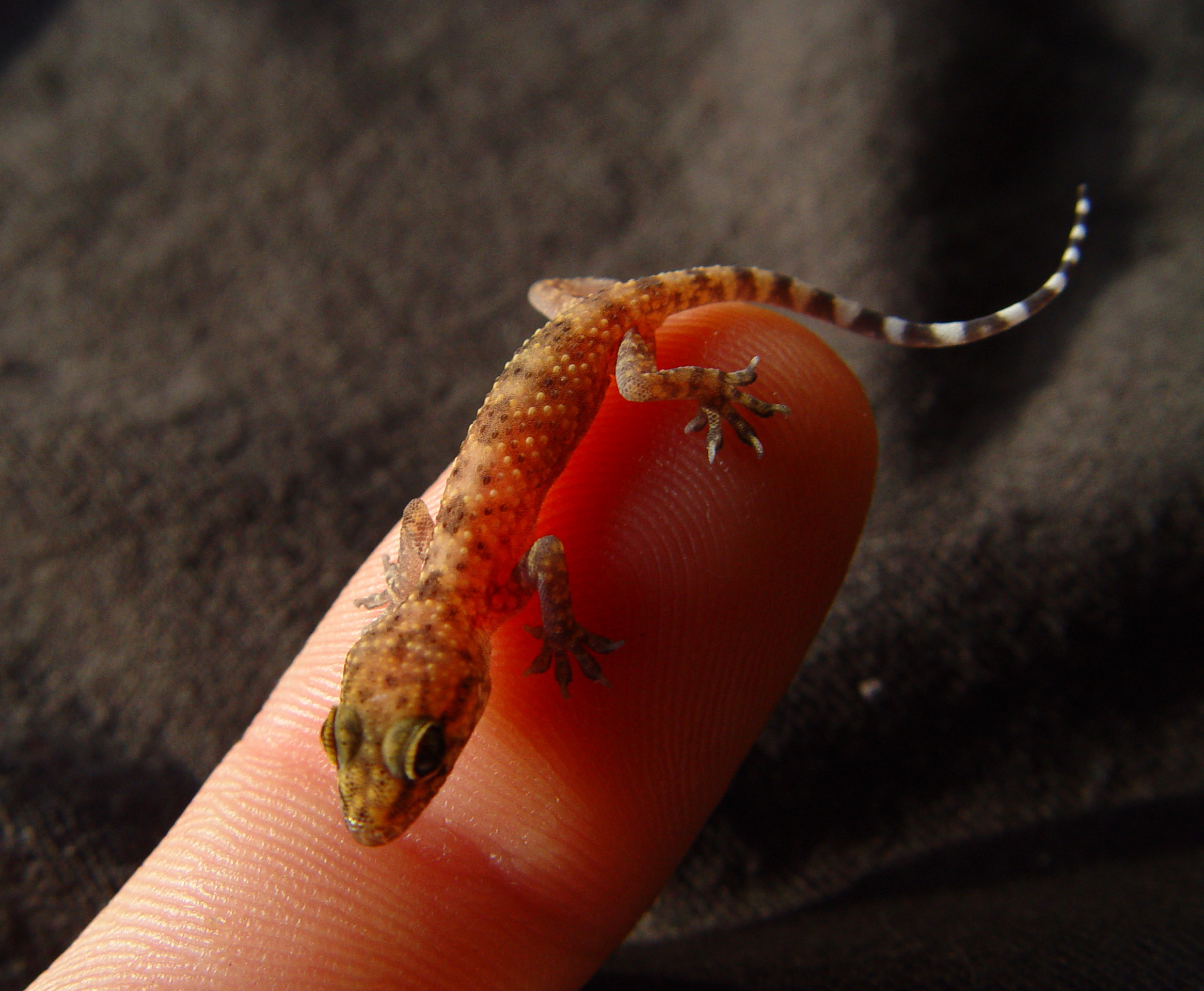
Gecko

## Peixes
Há 165 espécie de peixes no Catar. A costa nororiental tem a densidade mais alta de peixes. O pescado capturado na região inclui carangidae, lethrinidae e lutjanidae.

Também são capturados, mas com menor frequência, os mullidae, tubarões, garoupa, barracudas, polynemidae, synodontidae e siganidae.

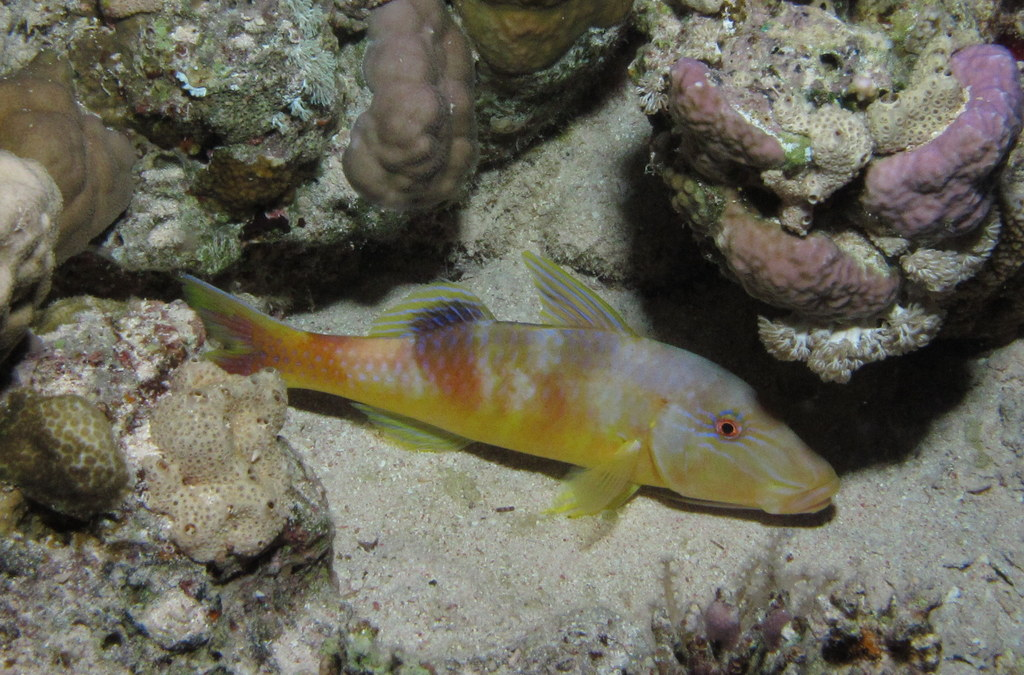
Mulido
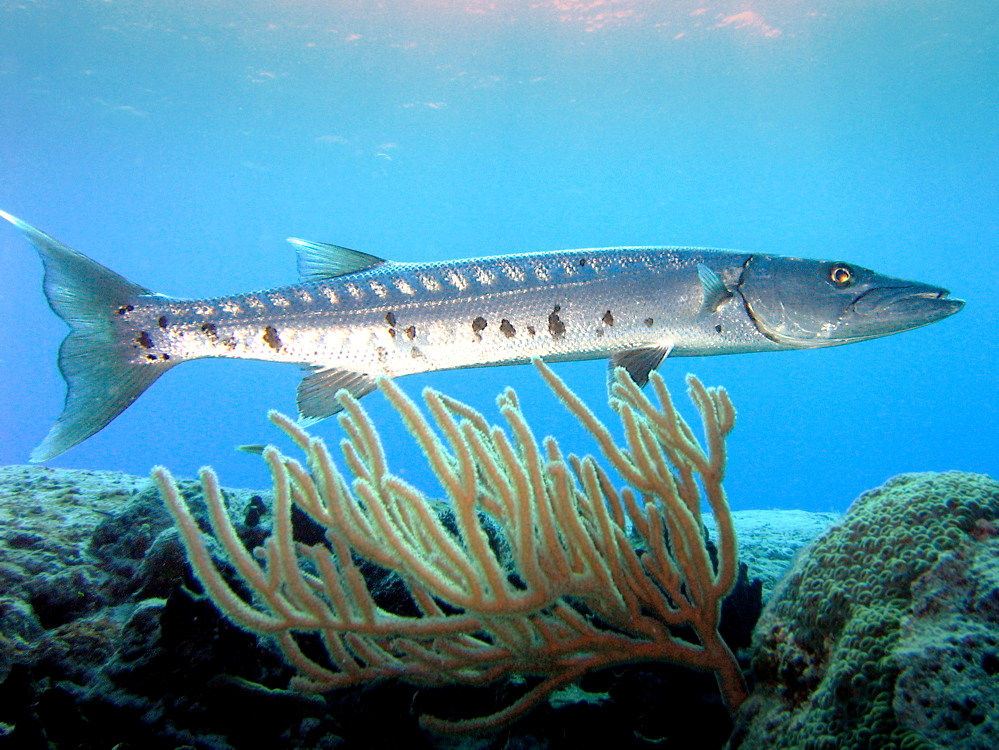
Barracuda
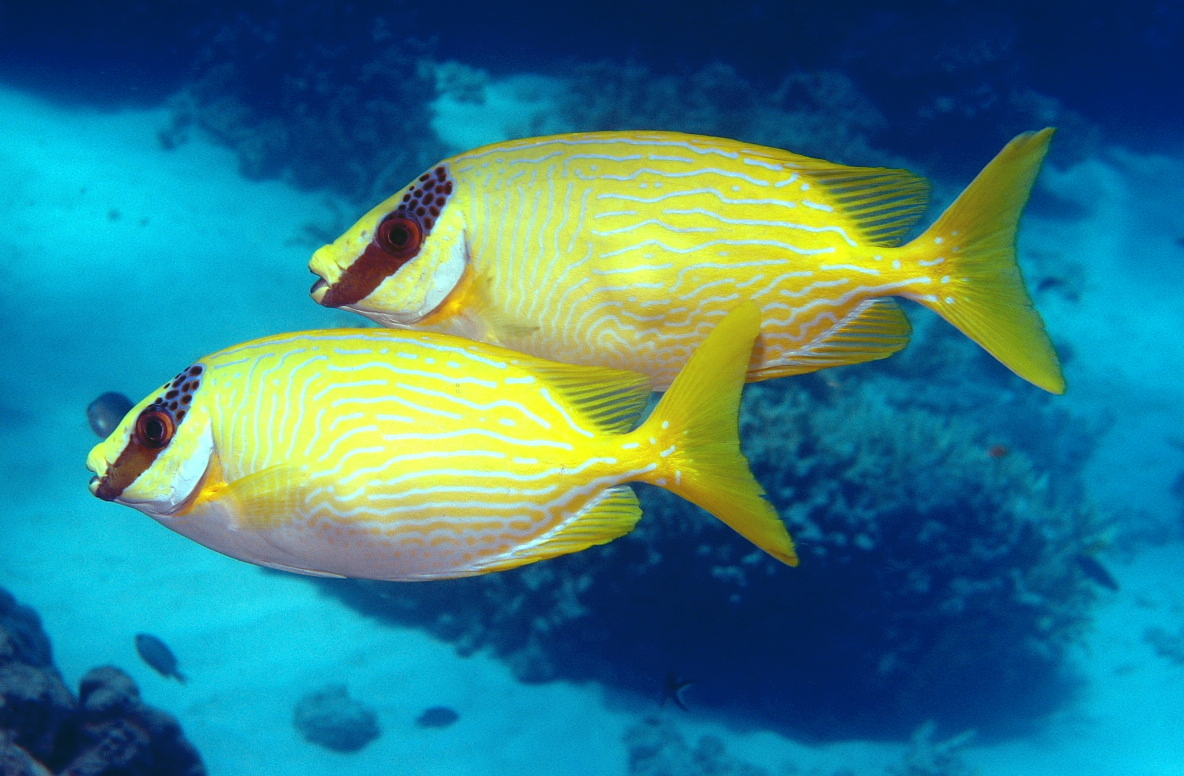
Siganus
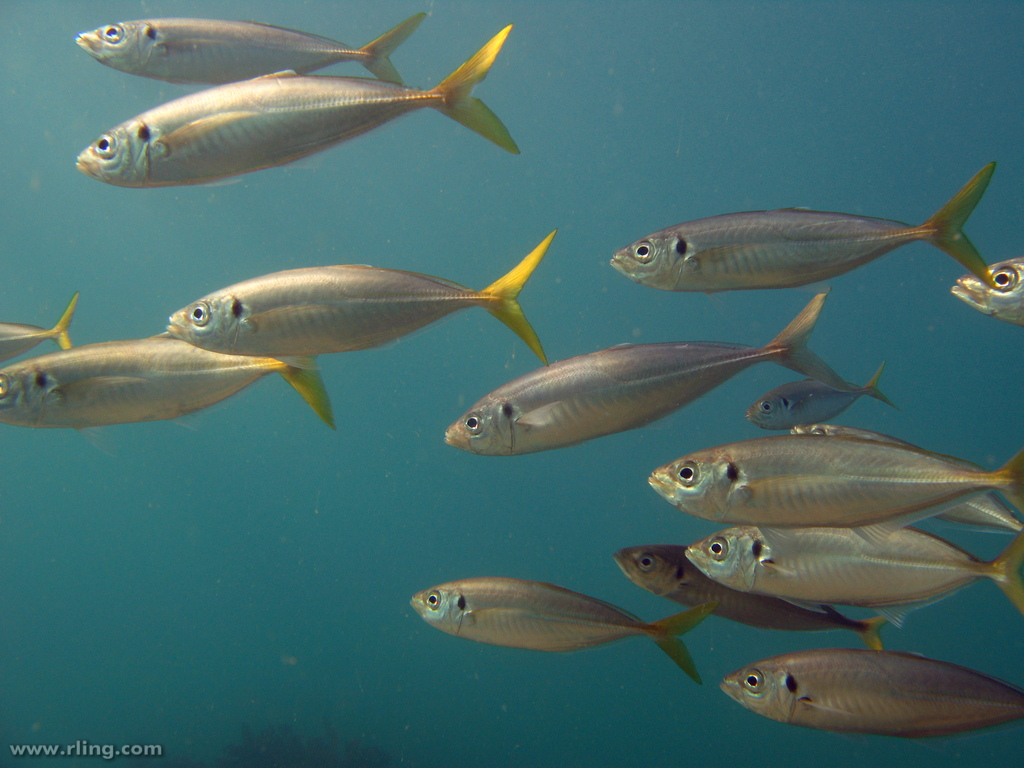
Trachurus novaezelandiae

## Invertebrados
O penaeus é de longe a espécie mais abundante de langostino em toda a península. Além do penaeus têm sido documentados outros crustáceos, como os metapenaeus elegans, metapenaeus stebbingi, metapenaeus stridulands, e os Scyllaridae têm sido documentados.
Há mais de duzentas camas de ostras nas águas do Catar. A espécie de ostras mais importante é a pinctada margaritifeira. No país constam cinco espécies de caracoles terrestres, a cada uma pertencente a uma geração diferente. O zootecus insularis é o mais estendido. Nenhum deles é indígena. Nas planície de maré e outros habitas do interior tendem a conter a distribuição mais alta de gastropodos, polychaetes, bivalves e decápodos.

No Catar há pelo menos 170 espécies de insetos pertencentes a 15 ordens diferentes. Estes incluem: zygentoma, ephemeroptera, odonata, orthoptera, dermaptera, embioptera, isoptera, dictyoptera, anoplura, hemiptera, neuroptera, lepidoptera, diptera, coleoptera e hymenoptera.

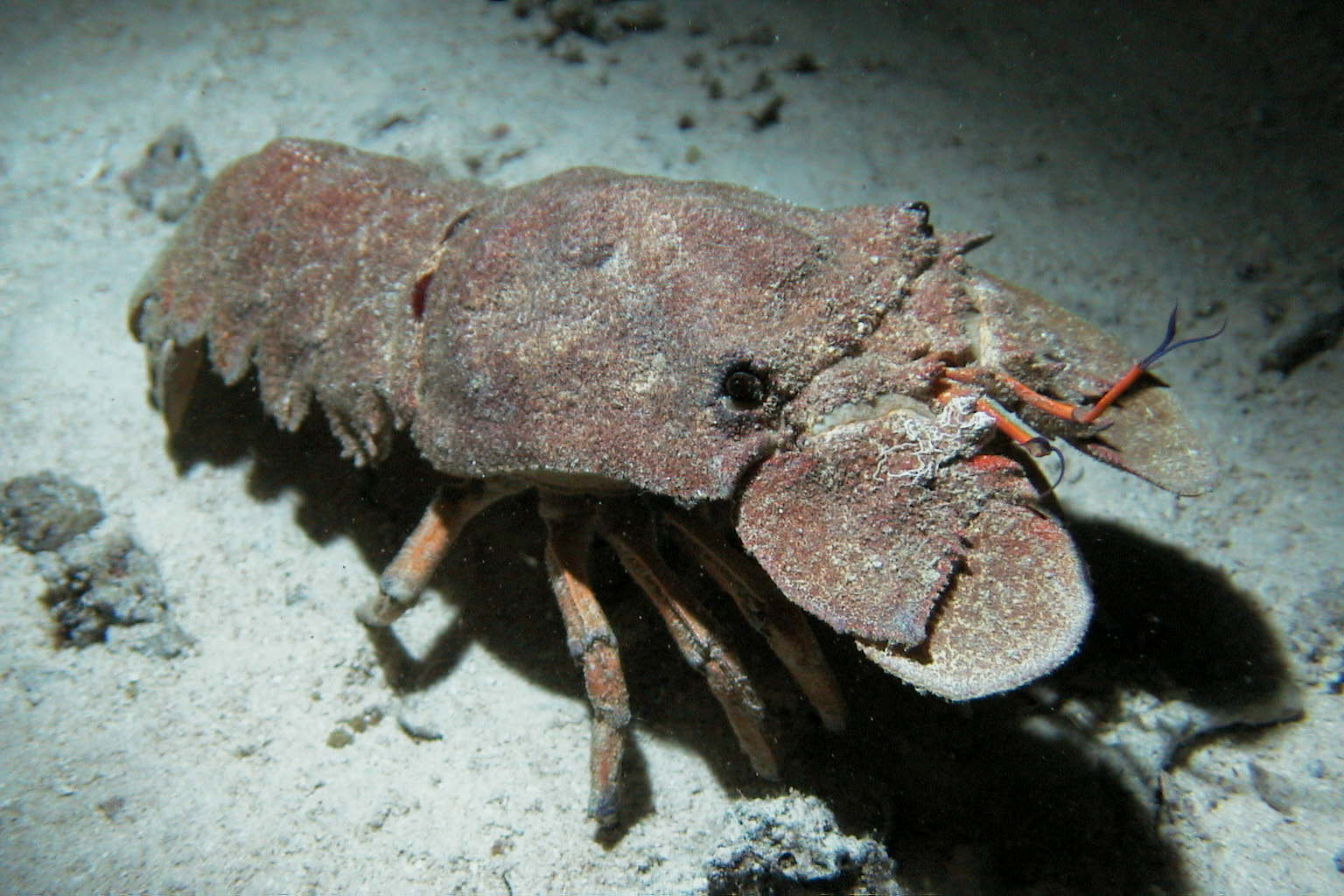
Scyllarides latus
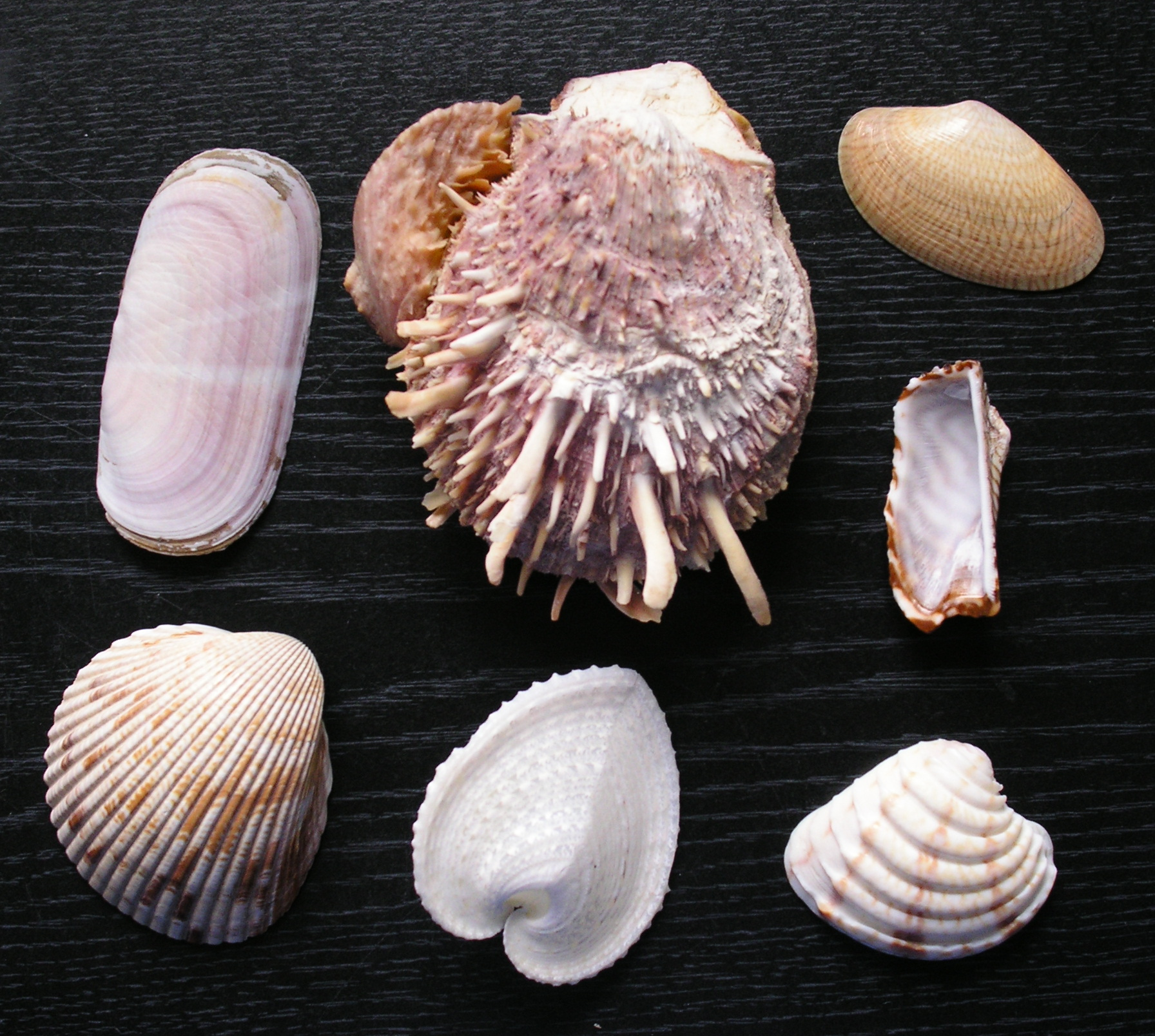
Bivalvas
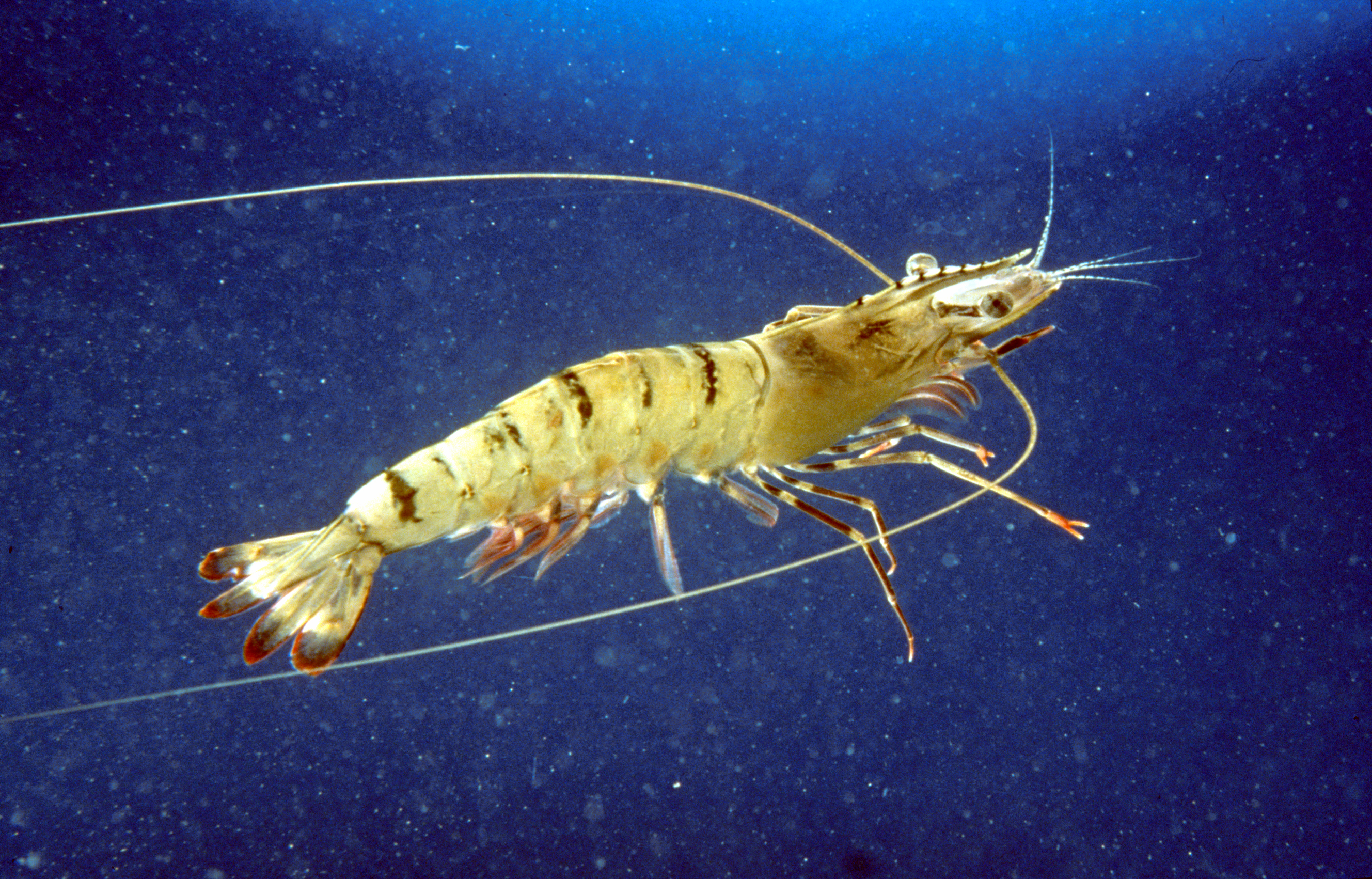
Penaeus monodon
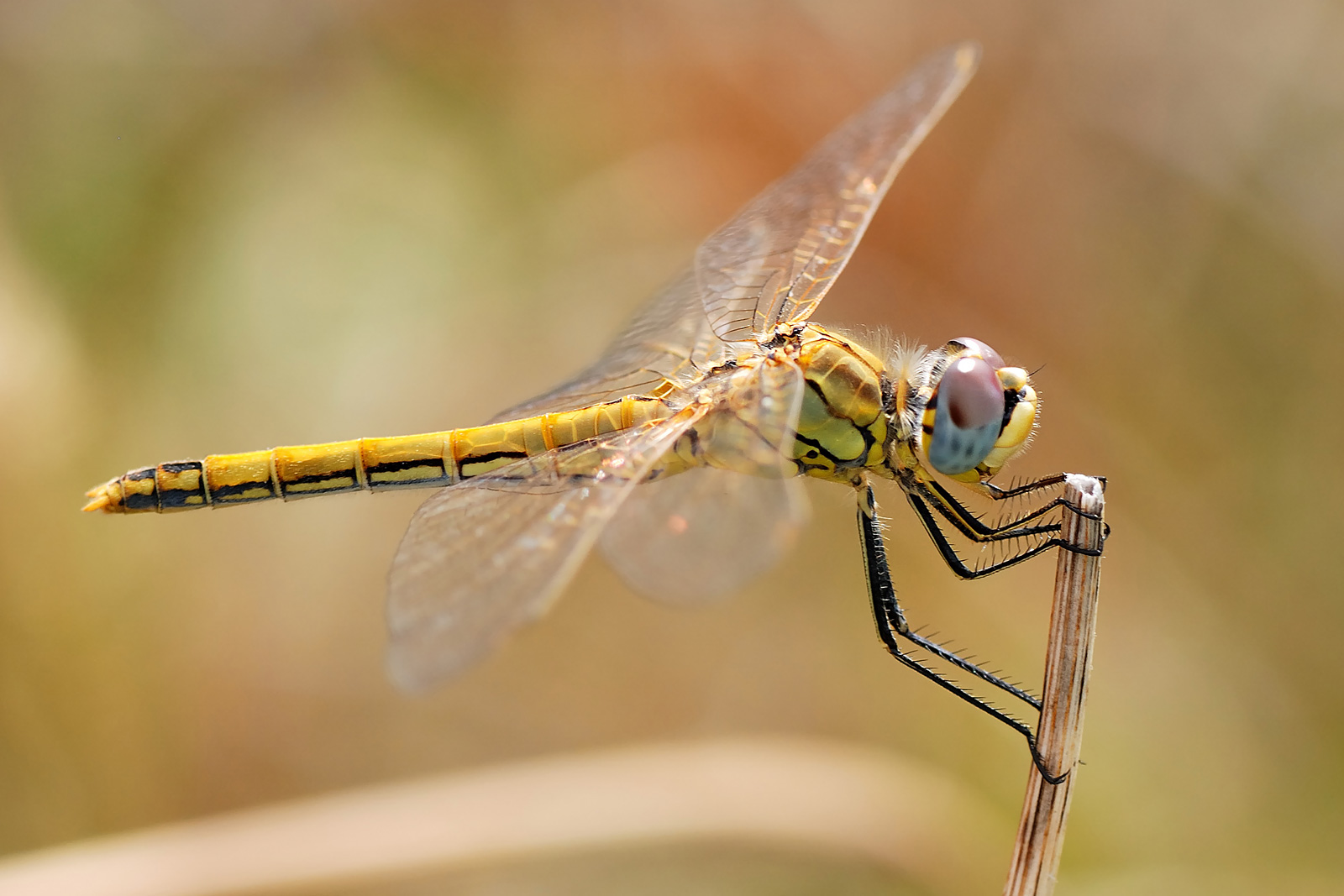
Sympetrum fonscolombii